# 自己
自己（じこ、英: self）とは、心理学において自分によって経験または意識される自分自身をいう。

## 研究
主体としての自己はあらゆる行動や思考の原点であるが、客体的な自己は物質的自己、精神的自己、社会的自己の3つから構成される。カレン・ホーナイは「自己」を現実にいる人間の心理的かつ身体的な総体としての現実的自己、さらに潜在的な可能性を持つ実在的自己、さらに理想化された自己の3つに分けており、神経症が理想化された自己によって実在的自己を見失った状態であると考える。
人間にとって自己は成長とともに獲得するものである。社会心理学の自己過程論によれば、幼児期においては自己意識は持たないが、鏡に映し出された自身の姿などを知覚することによる自覚事態、自分という存在の概念化による自己概念の獲得、自己概念の評価的側面である自尊心の獲得、そして自己の存在を他者に示す自己開示や自己呈示の実施などを経て自己を段階的に発展させる。
自己の内容は複雑であり、内省を行ったとしても行動や感情の理由がわからない場合もある。これは内省の合理性や論理性、また内省によって動員される経験的知識や文化的背景が思考に強く影響するために因果関係が正確とは限らないためである。ベムの自己知覚理論は自分のことは自分がもっともよく知っているとする常識を否定し、自己の知覚と他者の知覚は基本的に変わらないことを示した理論である。
言語面からの「自己 (self)」の研究も進んでおり、認知言語学とその隣接諸科学の複合的観点から、言語面に見るselfの正体を明らかにしている。

### カウンセリングから
精神分析学によれば、自己という概念は「私」に近い。しかし正確にいえば「自己イメージ」だとされている。自己は幼少期における母子環境などを通して形成される。主に母親という他者との関係で自己という自分の存在を明確に学んでいくのである。良い母子環境があれば自己イメージは現実と呼応したものになる。対象関係論はこの自己イメージの歪みにより精神病理が発生することを見出している。
自己心理学では、自己は心的構造の上部構造として意識に近いものだと考えられている。広義でいえば「個人の心理的中心」であり「個人が体験する主観世界」を意味する。ほぼ「私」という感覚に近いものである。そして自己は主に感情 (feeling) や情動 (emotion/affect) などによって構成されるものである。
臨床心理学では自己という観念はどちらかというと、それが存在するという前提で語られている。私たちは自己を「考えずとも誰でも持っている」からである。故に科学的な観察アプローチに則って自己を考察するとなると困難が出てくる。何故ならば「自己」は個人が主観的に感じられるものであるが、自分とは全く違う他人の自己は確認する術がないからである。このことからカウンセリングなどでは、自己という概念は最初から人間に存在する心の中心という前提として捉えられている。現在でも正確な定義は論者によって様々で、臨床の見地からすれば今でも曖昧なままである。